# Двадесет и първа пехотна дивизия
Двадесет и първа пехотна дивизия е българска военна част, формирана и действала по време на Втората световна война (1941 – 1945).

## История
Двадесет и първа пехотна дивизия е формирана през ноември 1941 година в Пирот и е под командването на подполковник Георги Манев. От 1 януари 1942 година в Ниш влиза в състава на Първи окупационен корпус и се командва от полковник Антон Балтаков.В състава на дивизията влизат 2-ри облекчен полк с две дружини, 1-ва дружина от 50-и пехотен нишавски полк, 2-ро армейско товарно отделение и едно артилерийско отделение, с обща численост от 4425 души 
Двадесет и първа пехотна дивизия е разформирана на 30 март 1943. От личния състав на дивизията се допълва 22-ра пехотна дивизия, а командирът на дивизията полковник Балтаков е назначен за командир на 22-ра дивизия.

## Началници
Званията са към датата на заемане на длъжността.
| №  | звание       | име            | дати                |
| -- | ------------ | -------------- | ------------------- |
| 1. | Подполковник | Георги Манов   | ноември 1941 – 1942 |
| 2. | Полковник    | Антон Балтаков | 1942 – 30 март 1943 |